# Rhododrilus insularis
Rhododrilus insularis är en ringmaskart som beskrevs av Lee 1959. Rhododrilus insularis ingår i släktet Rhododrilus och familjen Acanthodrilidae. Inga underarter finns listade i Catalogue of Life.